# Angelândia
Angelândia är en kommun i Brasilien.   Den ligger i delstaten Minas Gerais, i den sydöstra delen av landet, 600 km öster om huvudstaden Brasília. Antalet invånare är 8 003. Arean är 185 kvadratkilometer.
Terrängen i Angelândia är huvudsakligen kuperad, men den allra närmaste omgivningen är platt.
Omgivningarna runt Angelândia är huvudsakligen savann. Runt Angelândia är det ganska glesbefolkat, med 31 invånare per kvadratkilometer.